# Eduard Study
Eduard Study   (Coburg, 23 de març de 1862 - Bonn, 6 de gener de 1930) va ser un matemàtic alemany conegut pels seus treballs en teoria dels invariants.
La mare de Study va morir quan ell només tenia quatre anys; el seu pare es va tornar a casar amb la seva cunyada, Elise, però aquesta també va morir quan Study tenia onze anys. A partir de 1880, acabats els estudis secundaris al institut de Coburg, va estudiar matemàtiques a les universitats de Jena, Estrasburg, Leipzig i Múnic. El 1884 es va doctorar a Múnic i l'any següent va obtenir l'habilitació docent a Leipzig.
El 1885 va ser nomenat professor ajudant a Leipzig sota l'autoritat de Felix Klein. Aquí va conèixer David Hilbert, amb qui va passar un temps a la universitat d'Erlangen estudiant amb Paul Gordan, en aquell temps un dels màxims especialistes en teoria dels invariants. El 1888, el mateix any en què va morir el seu pare i ell es va casar, va ser nomenat professor de la universitat de Marburg, en la que no va estar mai gaire a gust. El 1893 va fer un viatge pels Estats Units, on va ser invitat per Fabian Franklin a donar unes classes a la universitat Johns Hopkins.
En retornar a Alemanya el 1894, va ser nomenat professor de la universitat de Bonn. Tres anys més tard va passar a la universitat de Greifswald, que va deixar el 1904 per tornar a Bonn com catedràtic. Càtedra que va mantenir fins al 1927, any en el qual es va retirar.
Amb Corrado Segre és considerat un dels pioners en l'estudi de la geometria dels nombres complexos, utilitzant els biquaternions per a obtenir una representació paramètrica de l'espai euclidià.